# 靈龍寺
靈龍寺位於四川省甘孜藏族自治州爐霍縣，文物遺址年代判定為清代。2007年6月1日公佈為四川省第七批文物保護單位。